# Mase (Rapper)
Mase (seltener Ma$e; bürgerlich Mason Betha; * 27. August 1977 in Jacksonville, Florida) ist ein US-amerikanischer Rapper.

## Leben
Nach seiner Kindheit in einem behüteten Elternhaus und dem Durchlaufen der Highschool wollte er sich primär seiner Musik widmen. Er ergriff die Chance in einem HipHop-Club in Atlanta, wo er P. Diddy eine Probe seines Könnens zeigte. Dieser nahm ihn umgehend für sein Label Bad Boy Entertainment unter Vertrag. Nach einigen Kollaborationen mit etablierten Künstlern (z. B. The Notorious B.I.G., P. Diddy und Brandy) lancierte BadBoyEntertainment 1997 sein Debütalbum Harlem World. Auf diesem Longplayer traten u. a. Künstler wie DMX und Jay-Z auf. Das Album wurde mit Vierfach-Platin ausgezeichnet. 1999 folgte das Album Double Up, auf dem, wie bei seinem Vorgänger, verschiedene andere Künstler Gastauftritte hatten.
Anschließend zog sich Mase für die Öffentlichkeit überraschend zurück und gründete als Mason Betha seine eigene Kirchengemeinde. Für seinen Einsatz bekam er den Ehrendoktortitel der Theologie verliehen. 2004 kam er mit dem Album Welcome Back zurück.

## Diskografie

### Studioalben
| Jahr | Titel        | Höchstplatzierung, Gesamtwochen, AuszeichnungChartplatzierungen (Jahr, Titel, Platzierungen, Wochen, Auszeichnungen, Anmerkungen) | Höchstplatzierung, Gesamtwochen, AuszeichnungChartplatzierungen (Jahr, Titel, Platzierungen, Wochen, Auszeichnungen, Anmerkungen) | Höchstplatzierung, Gesamtwochen, AuszeichnungChartplatzierungen (Jahr, Titel, Platzierungen, Wochen, Auszeichnungen, Anmerkungen) | Höchstplatzierung, Gesamtwochen, AuszeichnungChartplatzierungen (Jahr, Titel, Platzierungen, Wochen, Auszeichnungen, Anmerkungen) | Anmerkungen                                                  |
| Jahr | Titel        | DE | CH | UK | US | Anmerkungen                                                  |
| ---- | ------------ | --- | --- | --- | --- | ------------------------------------------------------------ |
| 1997 | Harlem World | — | — | UK53 Gold · (16 Wo.)UK | US1 ×4Vierfachplatin · (54 Wo.)US                                                                                                 | Erstveröffentlichung: 28. Oktober 1997 Verkäufe: + 4.007.500 |
| 1999 | Double Up    | DE43 (5 Wo.)DE | — | UK47 (4 Wo.)UK | US11 Gold · (11 Wo.)US | Erstveröffentlichung: 15. Juni 1999 Verkäufe: + 500.000      |
| 2004 | Welcome Back | DE71 (2 Wo.)DE | CH65 (3 Wo.)CH | UK68 (3 Wo.)UK | US4 Gold · (12 Wo.)US | Erstveröffentlichung: 24. August 2004 Verkäufe: + 515.000    |

### Singles als Leadmusiker
| Jahr | Titel Album                          | Höchstplatzierung, Gesamtwochen, AuszeichnungChartplatzierungen (Jahr, Titel, Album, Platzierungen, Wochen, Auszeichnungen, Anmerkungen) | Höchstplatzierung, Gesamtwochen, AuszeichnungChartplatzierungen (Jahr, Titel, Album, Platzierungen, Wochen, Auszeichnungen, Anmerkungen) | Höchstplatzierung, Gesamtwochen, AuszeichnungChartplatzierungen (Jahr, Titel, Album, Platzierungen, Wochen, Auszeichnungen, Anmerkungen) | Höchstplatzierung, Gesamtwochen, AuszeichnungChartplatzierungen (Jahr, Titel, Album, Platzierungen, Wochen, Auszeichnungen, Anmerkungen) | Anmerkungen                                                                                         |
| Jahr | Titel Album                          | DE | CH | UK | US | Anmerkungen                                                                                         |
| ---- | ------------------------------------ | --- | --- | --- | --- | --------------------------------------------------------------------------------------------------- |
| 1997 | Feel So Good Harlem World            | — | — | UK10 Gold · (8 Wo.)UK | US5 Platin · (20 Wo.)US | Erstveröffentlichung: 14. Oktober 1997 feat. Kelly Price Sample von Bad Boy von Miami Sound Machine |
| 1998 | What You Want Harlem World           | DE35 (13 Wo.)DE | — | UK15 Silber · (5 Wo.)UK | US6 Gold · (24 Wo.)US | Erstveröffentlichung: 13. Januar 1998 feat. Total                                                   |
| 1998 | Lookin’ at Me Harlem World           | — | — | — | US8 Gold · (19 Wo.)US | Erstveröffentlichung: 23. Mai 1995 feat. Puff Daddy                                                 |
| 1999 | Get Ready Double Up                  | DE86 (5 Wo.)DE | — | UK25 (4 Wo.)UK | — | Erstveröffentlichung: 29. Mai 1999 feat. BLACKstreet                                                |
| 1999 | All I Ever Wanted Double Up          | DE94 (2 Wo.)DE | — | — | — | Erstveröffentlichung: 1999 feat. Chris Dennis                                                       |
| 2004 | Welcome Back                         | DE51 (7 Wo.)DE | CH25 (8 Wo.)CH | UK29 (3 Wo.)UK | US32 Gold · (12 Wo.)US | Erstveröffentlichung: 25. Mai 2004                                                                  |
| 2004 | Breathe, Stretch, Shake Welcome Back | — | CH41 (5 Wo.)CH | — | US28 Gold · (16 Wo.)US | Erstveröffentlichung: 14. September 2004 feat. Puff Daddy                                           |
| 2004 | Keep It On Welcome Back              | — | — | — | — | Erstveröffentlichung: 2004                                                                          |
| 2009 | Get It –                             | — | — | — | — | Erstveröffentlichung: 2009 feat. Cam'Ron and B. Rossi                                               |
| 2013 | Why Can’t We –                       | — | — | — | — | Erstveröffentlichung: 2013 feat. Her                                                                |
| 2014 | Nothing –                            | — | — | — | — | Erstveröffentlichung: 2004 feat. Eric Bellinger                                                     |

### Singles als Gastmusiker
| Jahr | Titel Album                                               | Höchstplatzierung, Gesamtwochen, AuszeichnungChartplatzierungen (Jahr, Titel, Album, Platzierungen, Wochen, Auszeichnungen, Anmerkungen) | Höchstplatzierung, Gesamtwochen, AuszeichnungChartplatzierungen (Jahr, Titel, Album, Platzierungen, Wochen, Auszeichnungen, Anmerkungen) | Höchstplatzierung, Gesamtwochen, AuszeichnungChartplatzierungen (Jahr, Titel, Album, Platzierungen, Wochen, Auszeichnungen, Anmerkungen) | Höchstplatzierung, Gesamtwochen, AuszeichnungChartplatzierungen (Jahr, Titel, Album, Platzierungen, Wochen, Auszeichnungen, Anmerkungen) | Höchstplatzierung, Gesamtwochen, AuszeichnungChartplatzierungen (Jahr, Titel, Album, Platzierungen, Wochen, Auszeichnungen, Anmerkungen) | Anmerkungen |
| Jahr | Titel Album                                               | DE | AT | CH | UK | US | Anmerkungen |
| ---- | --------------------------------------------------------- | --- | --- | --- | --- | --- | --- |
| 1996 | Only You 112                                              | — | — | — | UK— SilberUK | US13 (28 Wo.)US | Erstveröffentlichung: 13. Mai 1996 112 feat. Ma$e & The Notorious B.I.G.                                                  |
| 1997 | Can’t Nobody Hold Me Down No Way Out                      | DE23 (21 Wo.)DE | — | CH37 (2 Wo.)CH | UK19 (6 Wo.)UK | US1 ×2Doppelplatin · (28 Wo.)US | Erstveröffentlichung: 6. Januar 1997 Puff Daddy feat. Ma$e                                                                |
| 1997 | Mo Money Mo Problems Life After Death                     | DE11 (17 Wo.)DE | AT31 (5 Wo.)AT | CH8 (13 Wo.)CH | UK6 Platin · (11 Wo.)UK | US1 Platin · (30 Wo.)US | Erstveröffentlichung: 14. Juli 1997 The Notorious B.I.G. feat. Ma$e & Puff Daddy Sample von I'm Coming Out von Diana Ross |
| 1997 | Been Around the World No Way Out                          | DE41 (9 Wo.)DE | AT26 (8 Wo.)AT | CH39 (4 Wo.)CH | UK20 (9 Wo.)UK | US2 (21 Wo.)US | Erstveröffentlichung: 12. August 1997 Puff Daddy feat. Ma$e & The Notorious B.I.G.                                        |
| 1997 | You Should Be Mine (Don’t Waste Your Time) Anytime        | — | — | — | UK36 (2 Wo.)UK | US17 (20 Wo.)US | Erstveröffentlichung: 23. August 1997 Brian McKnight feat. Ma$e                                                           |
| 1998 | Horse & Carriage Confessions of Fire                      | — | — | — | UK12 (4 Wo.)UK | US41 (17 Wo.)US | Erstveröffentlichung: 13. April 1998 Cam’ron feat. Ma$e                                                                   |
| 1998 | Love Me Room 112                                          | — | — | — | — | US17 (16 Wo.)US | Erstveröffentlichung: 13. August 1998 112 feat. Ma$e                                                                      |
| 1998 | Top of the World Never Say Never                          | DE42 (9 Wo.)DE | — | CH42 (5 Wo.)CH | UK2 (12 Wo.)UK | — | Erstveröffentlichung: 28. September 1998 Brandy feat. Ma$e                                                                |
| 1998 | Take Me There Rugrats in Paris – Der Film (OST) / Finally | DE58 (9 Wo.)DE | — | — | UK7 (10 Wo.)UK | US14 (17 Wo.)US | Erstveröffentlichung: Dezember 1998 BLACKstreet feat. Mýa, Ma$e & Blinky Blink                                            |

## Auszeichnungen für Musikverkäufe
| Goldene Schallplatte - Australien - 1997: für die Single Mo Money Mo Problems - Neuseeland - 2025: für das Album Harlem World | Platin-Schallplatte - Neuseeland - 1997: für die Single Mo Money Mo Problems - 2004: für das Album Welcome Back |

Anmerkung: Auszeichnungen in Ländern aus den Charttabellen bzw. Chartboxen sind in ebendiesen zu finden.
| Land/RegionAuszeichnungen für Musikverkäufe (Land/Region, Auszeichnungen, Verkäufe, Quellen) | Silber     | Gold       | Platin       | Verkäufe   | Quellen                       |
| -------------------------------------------------------------------------------------------- | ---------- | ---------- | ------------ | ---------- | ----------------------------- |
| Australien (ARIA)                                                                            | —          | Gold1      | —            | 35.000     | aria.com.au                   |
| Neuseeland (RMNZ)                                                                            | —          | Gold1      | 2× Platin2   | 32.500     | aotearoamusiccharts.co.nz NZ2 |
| Vereinigte Staaten (RIAA)                                                                    | —          | 6× Gold6   | 8× Platin8   | 11.000.000 | riaa.com                      |
| Vereinigtes Königreich (BPI)                                                                 | 2× Silber2 | 2× Gold2   | Platin1      | 1.500.000  | bpi.co.uk                     |
| Insgesamt                                                                                    | 2× Silber2 | 10× Gold10 | 11× Platin11 |            |                               |